# Schatz von Lava

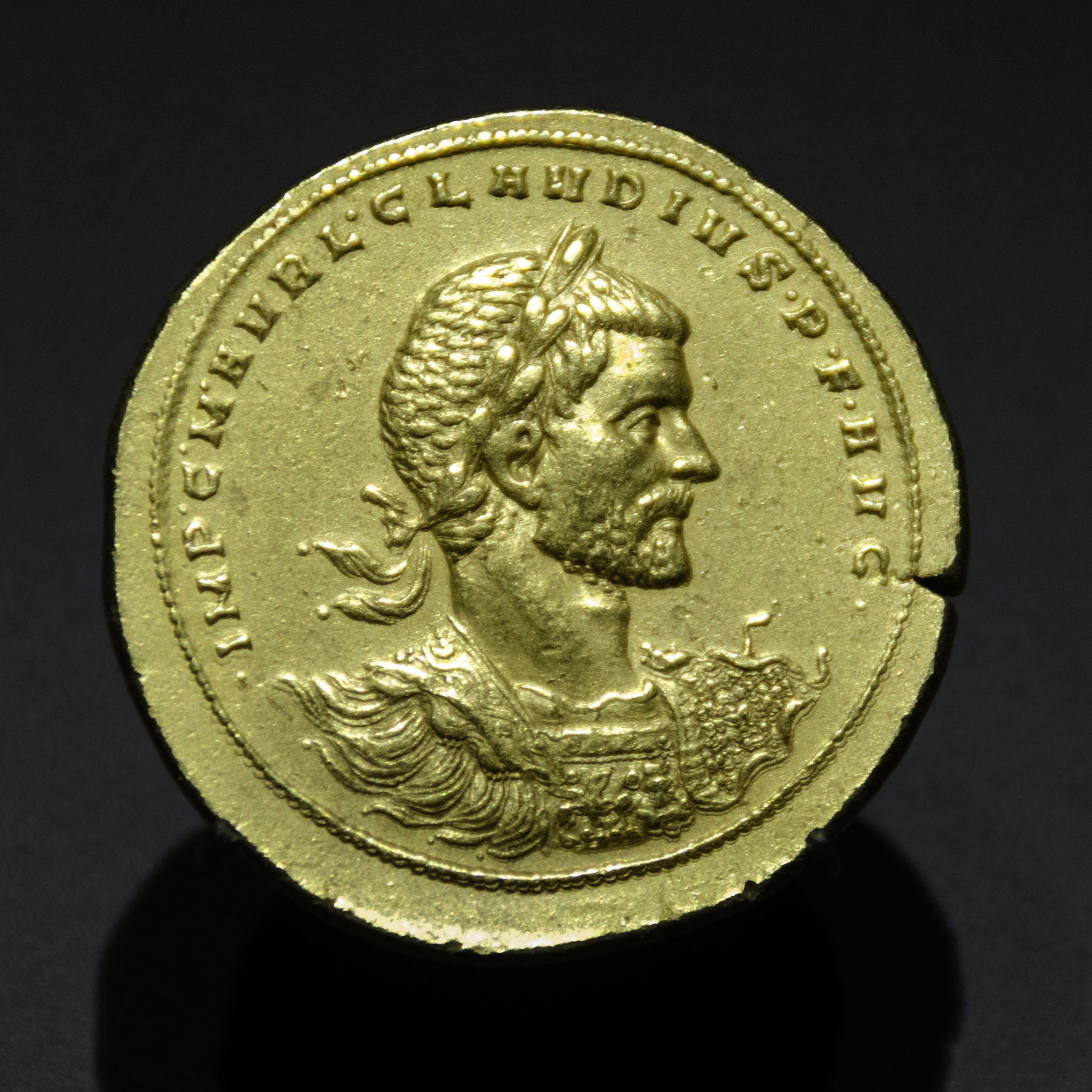
Goldmultiplum (achtfacher Aureus) des Claudius Gothicus, geprägt 268 n. Chr., aus dem Lava-Schatz. Gewicht 38, 83 Gramm

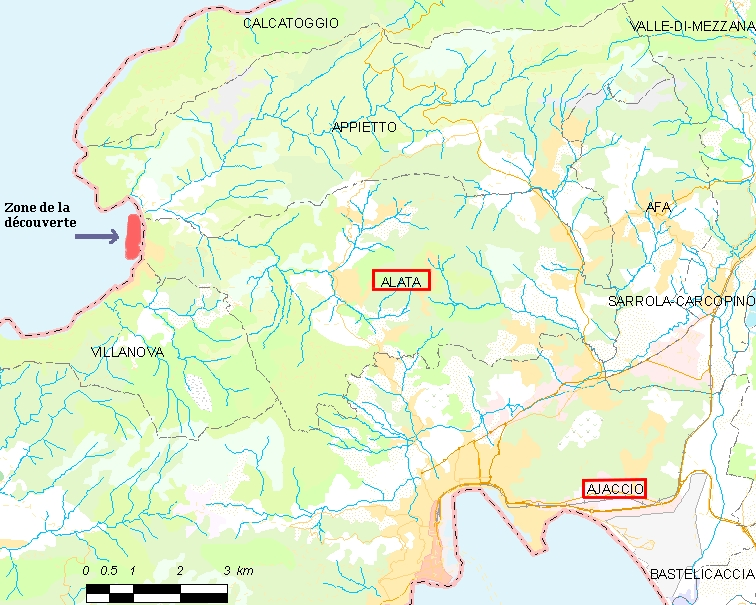
Fundort

Der Schatz von Lava ist ein Ensemble von römischen Objekten, vorwiegend Goldmünzen, das um 1958 von Tauchern aus dem Golf von Lava vor der Küste von Alata auf der Insel Korsika geborgen wurde.
Die Fundstücke hätten nach französischem Recht gemeldet und abgeliefert werden müssen, was aber unterblieb. Stattdessen gelangten ab dem Jahr 1958 Münzen aus dem Fund in den illegalen Antikenhandel. Nach Rekonstruktionen (Stand 2010) ließen sich dem Lava-Schatz 450 Stücke zuweisen. Vermutlich ist noch ein weit größerer Teil verschollen, geschätzt wird ein Umfang von wenigstens 1200 bis 1400 Exemplaren.
Die bekannt gewordenen Prägungen stammen fast alle aus einem eng umgrenzten Zeitraum von 262 bis 272 n. Chr. und lassen sich den Kaisern Gallienus, Claudius Gothicus, Quintillus und Aurelian zuweisen. Einige dieser Münzen konnten zwischenzeitlich von der Polizei beschlagnahmt werden.
Ein wichtiges Stück ist eine 900 g schwere goldene Schale mit einem Mittelmedaillon, das den Kaiser Gallienus zeigt. Diese Schale sollte 2010 nach Belgien geschmuggelt werden und wurde vom französischen Zoll beschlagnahmt. In Schalen dieser Art wurden kaiserliche Geschenke (Donativa) überreicht. 

## Video
- Der korsische Schatz – Ein Wettlauf unter Tauchern, Arte, Dokumentation 2014